# Вольфман, Марв
Марв Вольфман (англ. Marv Wolfman, род. 13 мая 1946 года, Бруклин, Нью-Йорк) — американский сценарист и редактор комиксов, более всего известный по участию в работе над комиксами издательств DC Comics «Юные Титаны» и Marvel Comics «The Tomb of Dracula». Является создателем (в соавторстве с художником Джином Коланом) персонажа по имени Блэйд.

## Биография и карьера

### Детство и юношество
Марв Вольфман родился в Бруклине, Нью-Йорк, в семье офицера полиции Эйба (англ. Abe) и домохозяйки Фэй (англ. Fay). У Марва есть сестра, на 12 лет старше его. Когда Марву исполнилось 13 лет, он вместе с семьёй переехал в другой район Нью-Йорка, Флашинг, где и окончил среднюю школу. Позже, он поступил в Высшую школу искусств и дизайна, расположенную на Манхэттене, с мечтой стать художником-мультипликатором.

### 1960-е годы
До начала своей профессиональной карьеры в DC Comics в 1968 году, Вольфман был активным участником фэндома. Он был первым, кто решился сделать комикс по мотивам рассказов Стивена Кинга. Этот первый комикс получил название «In A Half-World of Terror» и был опубликован в 1965 году во втором выпуске фензин-журнала «Stories of Suspense», издаваемом самим Вольфманом.
Первая работа Вольфмана для DC Comics была опубликована в 242-м выпуске «Blackhawk» (август-сентябрь 1968 года). Вместе со своим другом Леном Уэйном, для 78-го выпуска «Showcase» (опубликован в ноябре 1968 года), Марв создает персонажа по имени Джонни Дабл. Также, этот дуэт пишет историю «Eye of the Beholder», опубликованную в 18-м выпуске серии «Юные Титаны» в декабре 1968 года.
Для иллюстрации новой истории о Юных Титанах, озаглавленной «Titans Fit the Battle of Jericho!» был приглашён художник Нил Адамс. Эта история должна была представить публике первого афроамериканского супергероя DC, но была отвергнута издателем Кармайном Инфантино. Отредактированная история была опубликована в 20-м выпуске «Юных Титанов» в марте-апреле 1969 года.
Для 22-го выпуска «Юных Титанов», опубликованного в июле-августе 1969 года, Вольфман, совместно с Гилом Кейном сочиняет предысторию персонажа Чудо-девушка, а также разрабатывает для неё новый дизайн костюма.

### 1970-е годы
Совместно с художником Берни Райтсоном, для первого выпуска «Weird Mystery Tales», опубликованного в июле-августе 1972 года, Марв создаёт персонажа по имени Destiny. Позже, этого персонажа использовал в своих работах Нил Гейман.
В 1972 году, Вольфман начинает работать в Marvel Comics как протеже редактора Роя Томаса. Когда Томас уволился, Марв занял его место на посту редактора, сначала только чёрно-белых комиксов, но, затем, и цветных. Позже, Вольфман покидает эту компанию, чтобы освободить время для собственной писательской деятельности.
Во время своей работы в Marvel, Вольфман участвовал в создании серии «The Amazing Spider-Man» (в которой был одним из авторов персонажа Чёрная кошка). Также, он работал над сериями «Фантастическая четвёрка» и «Доктор Стрэндж». Марв Вольфман является создателем персонажа Nova из одноименной серии. В 1978 году, вместе с художником Аланом Куппербергом трудится над стрипами про Говарда-утку.
Вместе с художником Джином Коланом, Вольфман создаёт «The Tomb of Dracula», хоррор-комикс, который получил очень хорошие отзывы у критиков.

### 1980-е годы

#### TheNew Teen Titans
В 1980 году, Вольфман возвращается в DC Comics. Объединившись в команду с художником Джорджом Пересом, он начинает перезапуск серии «Юные Титаны», создав историю для 26-го выпуска «DC Comics Presents», опубликованного в октябре 1980 года. К старой команде, включающей в себя Робина, Чудо-девушку, Кид флеша и Бист Боя, в новой серии «The New Teen Titans» Вольфман и Перес добавили персонажей Рэйвен, Starfire и Cyborg. Эта серия стала первым новым хитом DC Comics за долгие годы. В августе 1984 года Вольфман и Перес запускают вторую серию комиксов «The New Teen Titans».
Другими проектами Вольфмана для DC в начале 1980-х годов стали: работа в дуэте с художником Гилом Кейном над образом Супермена для серии «Action Comics»; возрождение цикла историй «Dial H for Hero»; запуск серии «Night Force» художника Джина Колана; а также, почти двухлетняя работа над серией «Green Lantern» совместно с Джо Стейтоном, в процессе которой, дуэт создаёт персонажа Omega Men, впервые появившегося в 141-м выпуске серии, опубликованном в июне 1981 года.
После того, как в 1985 году Перес покидает проект «The New Teen Titans», Вольфман продолжает работу над серией ещё в течение многих лет, сотрудничая с другими художниками, такими как, например, Хосе Луис Гарсия-Лопес, Эдуардо Баррето и Том Граммет. В декабре 1986 года, сценарист Крис Клэрмонт, работавший в то время в Marvel, сообщил Вольфману, что на праздничной вечеринке он получил приглашение занять место сценариста серии «The New Teen Titans» от одного из руководителей DC. Крис быстро отклонил предложение и уведомил Вольфмана, что издатель ищет ему замену. Когда Вольфман начал требовать объяснений у издателя, ему было сказано, что «это была только шутка», хотя Клермонт утверждал, что получил официальное и недвусмысленное предложение.

#### Crisis on Infinite Earths
В 1985 году, Вольфман и Перес начинают публикацию ограниченной серии «Crisis on Infinite Earths», состоящей из 12 выпусков. Запуск серии был приурочен к празднованию 50-летней годовщины издательства DC Comics, и в ней описывался весь период с начала создания вселенной DC, в структурированном и упорядоченном виде. После завершения работы над этой серией, Вольфман и Перес создают два выпуска, озаглавленные «History of the DC Universe» и содержащие краткий пересказ новейшей истории мультивселенной.
Вольфман был привлечён для работы над перезапуском серии о Супермене, обновлением образа персонажа Лекса Лютора и создания сценария к первым выпускам «Adventures of Superman».

#### Споры о рейтингах
Вольфман принял участие в публичном обсуждении политики рейтингования, применяемой издательством DC Comics, что привело к исключению его из редакторского состава компании. Руководство DC предложило восстановить Вольфмана в должности, при условии, что он принесёт извинения за то, что придал огласке свою критику, и не оставил обсуждение системы рейтингов внутри компании, на что Вольфман ответил отказом.

### 1990-е годы
Вольфман участвовал в создании серии «Бэтмен», описав третьего Робина (Тим Дрейк) и написав сценарий к адаптации первой истории о Бэтмене, которая была опубликована вместе с другими двумя адаптациями и оригинальной историей. Он продолжает работать над возрождением серии «Юные Титаны» вместе с художником Томом Грамметом вплоть до последнего выпуска серии. В 1990-х годах Вольфман всё более отходит от написания сценариев для комиксов, переключившись на анимационные и телефильмы. При этом он находит время в середине 1990-х годов для работы над серией «The Man Called A-X» компании DC.

#### Карьера в Disney
В начале 1990-х годов Вольфман работал в издательстве Disney Comics. Он создал сценарии для семи частей «Утиных историй» (Scrooge's Quest),, а также для нескольких других комиксов о героях вселенной Микки Мауса, опубликованных в журнале «Mickey Mouse Adventures». Вольфман занимал пост редактора раздела комиксов журнала «Disney Adventures», в течение первого года с начала его публикации.

#### Beast Machines: Transformers
В конце 1990-х годов Вольфман работал над мультсериалом «Зверороботы», который включал в себя два сезона, транслируемых на канале Fox Kids с 1999 по 2000 год. Этот сериал являлся прямым продолжением популярного сериала «Битвы Зверей», который, в свою очередь, был продолжением «Transformers: Generation 1». Сериал «Зверороботы» получил неоднозначную оценку. С одной стороны, его хвалят за хорошо проработанный сюжет, с другой стороны, ругают за менее активное развитие событий и отсутствие напряжённого действия, по сравнению с предыдущими сериалами.

### 2000-е годы
В 2000-е годы Вольфман возвращается к написанию сценариев для комиксов. Он работает над историями для серии «Defex» издательства Devil's Due Publishing. Также, он пишет сценарий для выпуска «Infinite Crisis» серии «Secret Files» издательства DC и консультируется с писателем Джеффом Джонсом по поводу некоторых выпусков «Юных Титанов». Вольфман создает новеллу, основанную на событиях «Crisis on Infinite Earths», при этом не продолжая оригинальную, а создав новую историю, введя персонажа Барри Аллена в первоначальное русло событий. Вольфман новеллизирует фильм «Возвращение Супермена» и работает над анимационным фильмом «Condor» для компании Pow Entertainment.
В 2006 году, Вольфман становится редакционным директором компании Impact Comics, занимающейся публикацией образовательных комиксов, выполненных в стиле манга. В этом же году, начиная с выпуска № 125, он работает над серией «Найтвинг» издательства DC. Первоначально планируя работу только над 4, Вольфман пишет сценарии для целых 13 выпусков, вплоть до № 137. В этот период Вольфман знакомит читателей с новым персонажем — Вигилантом. После завершения работы Марва над серией, Вигилант появился в собственной, правда недолго выпускавшейся серии. Вольфман создаёт мини-серию, представляющую читателям Юного Титана по имени Рэйвен. Этого персонажа он создал совместно с Пересом ещё в период работы над серией «The New Teen Titans». Теперь же Вольфман переработал и обновил её облик.
Вместе с Пересом, Марв работает над телевизионной адаптацией популярной сюжетной линии Юных Титанов — «Judas Contract». В 2011 году, этот дуэт также завершает начатую в конце 1980-х годов работу над графической новеллой «New Teen Titans: Games». В 2012 году, вместе с художником Томом Мандрейком, Вольфман возрождает свою серию «Night Force». Марв также был нанят в качестве одного из сценаристов при разработке видеоигры Epic Mickey 2: The Power of Two.

### Иск к Marvel
В 1998 году, накануне предстоящего выпуска кинофильма «Блэйд», Вольфман подает иск к Marvel Comics, предъявляя права на главного персонажа фильма. Он аргументировал свои претензии тем, что в 1972 году, когда был создан персонаж, у него не было заключено никакого контракта с Marvel. Судебный процесс закончился в 2000 году проигрышем Вольфмана.

### Личная жизнь
Первая жена Вольфмана, Мишель Вольфман, много лет проработала колористом в индустрии комиксов. Имя второй жены: Ноэль Уоткинс (англ. Noel Watkins). У Марва также есть дочь, Джессика Морган (англ. Jessica Morgan).

## Награды и премии
- Eagle Award:
  - 1982, в номинации «Best New Book»[39]
  - 1984 и 1985, в номинации «Best Group Book» за «New Teen Titans»[39].
- Inkpot Award[англ.], 1979[40].
- Премия Кирби, 1985 и 1986, Вольфман и Переc выигрывают в номинации «Best Finite Series» с серией «Crisis on Infinite Earths»[41].
- В 1985 году, издательство DC Comics указало имя Вольфмана в списке 50 самых лучших в полувековой истории компании сотрудников[42].
- Comics' Buyer’s Guide Award
  - 1986, в номинации «Favorite Writer»[43]
  - 1990, в номинации «Favorite Writer» за арку «Batman: Year Three» в серии «Бэтмен[англ.]» (выпуски 436—439).
- Scribe Award, 2007, в номинации «Adapted Speculative Fiction Novel», за новеллизацию фильма «Возвращение Супермена»[44].
- National Jewish Book Award[англ.], 2008, в номинации «Children’s and Young Adult Literature», за книгу «Homeland, The Illustrated History of the State of Israel».[45]